# Ivy the Kiwi?
Ivy the Kiwi? est un jeu vidéo de plates-formes développé par Prope et édité par Rising Star Games. Il est sorti en 2010 sur Wii et sur Nintendo DS.

## Système de jeu
Le personnage principal du jeu, Ivy le petit oiseau, ne fait qu'avancer droit devant lui et le joueur doit créer des lianes à l'aide de la Wiimote ou du stylet DS pour changer sa trajectoire. Il doit ramasser un certain nombre de plumes avant de pouvoir terminer le niveau et de nombreux obstacles se dressent devant son chemin,.